# Alienabilität
Die Alienabilität (von englisch alienable ‚veräußerbar‘) ist eine in vielen Sprachen gebräuchliche Unterscheidung zwischen veräußerbarem (alienablem bzw. nichtorganisch possessivem) und unveräußerlichem (inalienablem bzw. organisch possessivem) Besitz.
Der besessene Gegenstand wird als Possessum (von lateinisch possideo, possido ‚besitzen, in Besitz nehmen‘), der Besitzer als Possessor bezeichnet. Der Besitz ist die Possession. Inalienabel sind meist Körperteile, Raumteile und Verwandtschaftsbezeichnungen. Lucien Lévy-Bruhl hat diese Unterscheidung eingeführt. Hansjakob Seiler bezeichnet die inalienable Beziehung als relational.

## Besitzartanzeige außerhalb einer Nominalgruppe
Viele indogermanische Sprachen haben die Möglichkeit, die Unveräußerlichkeit von Gegenständen durch externe Possessoren anzuzeigen. Das Deutsche bringt die Unveräußerlichkeit durch ein Dativobjekt zu Ausdruck. Veräußerlichte Gegenstände werden hingegen „intern“ innerhalb einer Nominalgruppe durch einen Genitiv oder durch ein Demonstrativpronomen zum Ausdruck gebracht. Der Nachteil dieses Konzeptes ist, dass bei Sätzen ohne indirekte Objektergänzung die Beschreibung der Alienabilität nicht möglich ist.
Beispiele für externe Possessoren:
- „Hans schnitt ihm die Haare.“ → Die Haare sind als Teil seines Körpers unveräußerlich.
- „Er putzt dem Kind die Nase.“ → Die Nase ist als Körperteil unveräußerlich.
- Unzulässig wäre: „Hans schnitt seine Haare.“ oder „Er putzt die Nase des Kindes.“

Beispiele für interne Possessoren:
- „Er putzt die Fenster seines Hauses.“ → Ein Fenster ist als eine Sache veräußerlich.

Falsch wäre deshalb einen externen Possessor zu setzen: „Er putzt dem Haus die Fenster.“
Keltische Sprachen, aber auch das Englische kennen diese semantische Unterscheidung nicht. Im Englischen muss der Besitz stets innerhalb einer Nominalgruppe durch ein Demonstrativpronomen oder durch einen Genitiv oder eine Präpositionalkonstruktion beschrieben werden.
Beispiele:
- „Hans cuts his hair.“ Falsch wäre: „Hans cuts him the hair.“
- „He has cleaned the windows of his house.“ Nicht richtig wäre: „He has cleaned the house the windows.“

Der Verlust des externen Possessors ist bei den keltischen Sprachen möglicherweise auf ein semitisches Substrat zurückzuführen (→ atlantische Semitiden), welches auf den Einfluss der Phönizier zurückgehen könnte. Das keltische Superstrat wurde seinerseits durch die Germanisierung der britischen Inseln durch die Sachsen, Jüten und Angeln zum Substrat des Angelsächsischen, wodurch sich der Verlust des externen Possessors auf das Englische vererbte. Allerdings existiert im aktuellen britischen Englisch die Tendenz, die Alienabilität eines Possessums durch den Kontrast von have got (kontrastiert gegen inalienable Possessums als Objekte von have) auszudrücken.
Bei Sätzen ohne indirekte Objektergänzung ist eine Beschreibung der Alienabilität nicht möglich:
Beispiele:
- „Er hat nur einen Arm.“ (inalienabel)
- „Er hat nur ein Auto.“ (alienabel)

## Besitzartanzeige innerhalb einer Nominalgruppe
Die Mande-Sprachen unterscheiden z. B. innerhalb einer Nominalgruppe veräußerlichen und unveräußerlichen Besitz syntaktisch durch das Setzen des besitzartanzeigenden Wortes ká.
- alienabel: ní ká só („mein Haus“)
- inalienabel: ní fà („mein Vater“)

Das Hochchinesische verwendet für Besitzverhältnisse die Partikel de 的. Bei inalienablem Besitz wird sie meist weggelassen bzw. ist optional, während sie bei alienablem Besitz obligatorisch ist:
- alienabel: wǒ de fángzi 我的房子 („mein Haus“)
- inalienabel: wǒ fùqīn 我父亲 („mein Vater“)

Europäische Sprachen kennen die Art der Unterscheidung mittels besitzartanzeigenden Possessivausdrücken innerhalb einer Nominalgruppe nicht. Deshalb kann „mein Bild“ sowohl im Sinne von „ich besitze ein Bild“ (alienabel), als auch im Sinne von „ich habe ein Bild gemalt“ (inalienabel) verwendet werden.
Der Vorteil der besitzartanzeigenden Possessivausdrücke innerhalb einer Nominalgruppe besteht darin, dass die Veräußerlichkeit auch in Sätzen ohne indirekte Objektergänzung erkennbar gemacht werden kann. Im Deutschen bezeichnen possessive Verben wie „haben“ oder „gehören“ ein Besitzverhältnis und können damit sowohl die organisch possessive Variante als auch das nichtorganisch possessive Gegenteil meinen. Im Deutschen bleibt somit die possessive Relation syntaktisch unausgedrückt und muss semantisch erschlossen werden:
- „Maria gehört ein Boot.“ – „Peter besitzt einen Schrank.“ (alienabel)
- „Magda hat einen Sohn.“ – „Karl hat ein Magengeschwür.“ – „Heike hat braune Augen.“ (inalienabel)
- „Meine Damen und Herren.“ – „Ich kenne ihren Bruder.“ – „Die Enkel des Nachbarn.“ – „Mein Bauch gehört mir!“ (inalienabel)

## Besitzartanzeige durch Subjektverdopplung
In einigen asiatischen Sprachen wird die Unveräußerlichkeit des Besitzes durch eine Verdopplung des Subjekts ausgedrückt, dass das unveräußerliche Objekt syntaktisch als Subjekt dargestellt wird. Das gilt z. B. für die chinesischen Sprachen, die japanische Sprachen und die koreanische Sprache.
Beispiel:
- Deutsch: „Ihm schmerzt der Kopf.“
- Chinesisch: „Er Kopf schmerzt.“ (Ta tóu téng.)